# Спарта (ракета-носитель)
«Спарта » (от англ. Sparta) — американская ракета-носитель лёгкого класса, семейства Редстоун.

## История создания
Редстоун (англ. Redstone; < red — красный + stone — камень) — семейство американских ракет состоящее из боевых баллистических ракет, ракет-носителей и геофизических ракет. Боевая баллистическая ракета оперативно-тактического назначения PGM-11 Redstone — первый представитель семейства, является базовой для всех остальных вариантов исполнения. Разработка велась ABMA (Army Ballistic Missile Agency — Агентство по баллистическим ракетам Армии США).
Спарта — ракета-носитель, использовавшая Редстоун (предоставлены американской стороной) в качестве первой ступени.

## Технические данные
- Полезная нагрузка (на НОО): 45 кг
- Стартовая тяга: 416,00 кН
- Стартовая масса: 30.000 кг
- Диаметр: 1,78 м
- Длина: 21,80 м[1]

## История пусков
Совершено 10 пусков с космодрома Вумера в Австралии, в том числе, 29 ноября 1967 года запущен первый австралийский спутник WRESAT. Первый запуск с ракетой завершился неудачей.